# Moses Kemboi
Moses Kemboi Rotich (7 dicembre 1977) è un ex maratoneta keniota.

## Competizioni internazionali
1999
- Oro alla Maratonina del Campanile ( Ponte San Giovanni) - 1h04'46"
- Bronzo alla Mezza maratona di Haarlem ( Haarlem) - 1h04'55"

2000
- 5º alla Maratonina di Primavera ( Merano) - 1h04'09"
- 8º al Circuito podistico di Cona ( Cona) - 29'30"

2001
- 15º alla Maratona di Los Angeles ( Los Angeles) - 2h25'55"
- Oro alla Maratonina Valle dei Laghi ( Pietramurata) - 1h01'41"
- Bronzo alla Mezza maratona di Mondsee ( Mondsee) - 1h02'20"
- 5º alla Mezza maratona di Eldoret ( Eldoret) - 1h02'53"
- Oro alla Zeebodemloop ( Lelystad), 10 miglia - 46'53"
- Argento alla Corripavia ( Pavia), 11,74 km - 35'06"
- Argento al Giro al Sas ( Trento), 10,9 km - 30'50"

2002
- Oro alla Mezza maratona di Torino ( Torino) - 1h02'08"
- 4º alla Mezza maratona di Pavia ( Pavia) - 1h03'43"
- Oro all'Energizer/KAAA Weekend Meeting ( Eldoret), 15 km - 45'25"
- 5º al Chris Thater Memorial ( Binghamton), 5 km - 14'05"

2003
- 22º alla Mezza maratona di Virginia Beach ( Virginia Beach) - 1h07'04"
- 5º alla Scalata al Castello ( Arezzo) - 28'56"

2004
- 40º alla Maratona di Nairobi ( Nairobi) - 2h23'17"
- Oro alla Maratonina del Garda ( Toscolano Maderno) - 1h02'03"
- 5º alla Mezza maratona di Pavia ( Pavia) - 1h03'41"

2005
- Bronzo alla Maratona di Essen ( Essen) - 2h13'11"
- Oro alla Maratona di Hartford ( Hartford) - 2h16'34"
- Argento alla Maratona di Dallas ( Dallas) - 2h17'01"
- 7º alla Mezza maratona di Virginia Beach ( Virginia Beach) - 1h02'45"

2006
- Oro alla Maratona di Beirut ( Beirut) - 2h17'38"
- 9º alla Maratona di San Diego ( San Diego) - 2h17'45"

2007
- Bronzo alla Maratona di Radenci ( Radenci) - 2h21'55"

2008
- 6º alla Maratona di Kampala ( Kampala) - 2h21'11"